# Vicente Pangantihon
Vicente Caláwag Pangantihon (20 de abril de 1943–24 de junio de 2016) fue un lexicógrafo y etnógrafo filipino.
Pangantihon fue un prolífico escritor que escribía sobre temas culturales e históricos. Introdujo el uso de la grafema ⟨ə⟩ en la ortografía del idioma harayo para representar la fonema /ɨ/. La utilizó la letra por primera vez en su libro Karay·a Rice Tradition Revisited, publicado en 2009. Hoy en día se promueve el uso de ⟨ë⟩ para esta fonema. Sin embargo, el uso actual de una grafema distinta para la /ɨ/ haraya tiene su origen en la innovación de Pangantihon. En 2011, se publicó su Diccionario harayo–inglés.
Pangantihon fue general de brigada del Ejército Filipino. Se podían observar unas tendencias pacifistas en sus escritos y proyectos personales. Insistió en que la insurgencia en Filipinas no se resolverá militarmente, sino a través de solucionar la disfunción en la sociedad. Por ello, lanzó un programa de alfabetización en toda la isla de Panay. Ofrecía también pro bono sus servicios como abogado a los pobres.